# Fuerte de San Carlos (Palma de Mallorca)
El fuerte de San Carlos es una fortificación situada en la ciudad española de Palma de Mallorca (Islas Baleares) que defiende la rada de Portopí. En la actualidad está dentro de la base naval de Portopí y alberga el Museo Histórico Militar de la ciudad. Es Bien de Interés Cultural desde 1988.

## Historia
Desde la antigüedad, la cala de Portopí ha sido importante como primer puerto del golfo de Palma. Durante la Edad Media, el comercio marítimo se vio castigado por los piratas y corsarios, que llegaron a atacar Portopí a pesar de las cinco torres que lo defendían. Con el fin de proteger el puerto y la ciudad de Palma, se construyó el castillo o fortaleza de San Carlos, para añadir el fuego de sus cañones a los de la torre del Cap del Moll, situada al pie del frente marítimo de la muralla de Palma.
Se propuso la construcción en el año 1600. La orden de construcción fue dada por Felipe III en 1608, la obra comenzó en 1610 y se terminó en 1612. La financiación se repartió entre la monarquía y el Colegio de Mercadería. Se trataba de una torre cuadrada abaluartada, que primero recibió el nombre de castillo de Portopí y más adelante se dedicó a san Carlos, en honor del virrey Carlos Coloma.
La nueva fortificación se construyó en el emplazamiento de una torre de vigía, cuya existencia se conoce por cuadros (como el de Pere Nissart y grabados de la época. La torre quedó embutida dentro de la nueva construcción manteniendo la función de faro o farol. Posteriormente, de 1662 a 1663, el castillo se amplió a partir del núcleo rectangular inicial, conservándolo. Se construyó así una circunvalación con otros cuatro grandes baluartes y adquiriendo su forma peculiar de polígono irregular de apariencia estrellada. Durante la Guerra de Sucesión, se añadieron algunas construcciones defensivas en el exterior, frente al mar.
En el siglo XIX se empezó, junto al castillo, el Dique del Oeste, que se acabó en 1938. En 1890 la fortaleza sufrió distintas reformas a fin de asentar una batería de cañones. En la línea de costa se construyó un fortín para una batería de costa que cruzaba fuegos con la de Illetas. En 1936, los sublevados contra la República encerraron a parte de los presos políticos en las fortificaciones de San Carlos y Bellver.
La fortaleza fue cuartel de Artillería y prisión militar hasta 1980, y a partir de entonces se limitó su uso como batería de salvas desde la que se saludaba a los barcos de guerra tanto nacionales como extranjeros.

## Museo

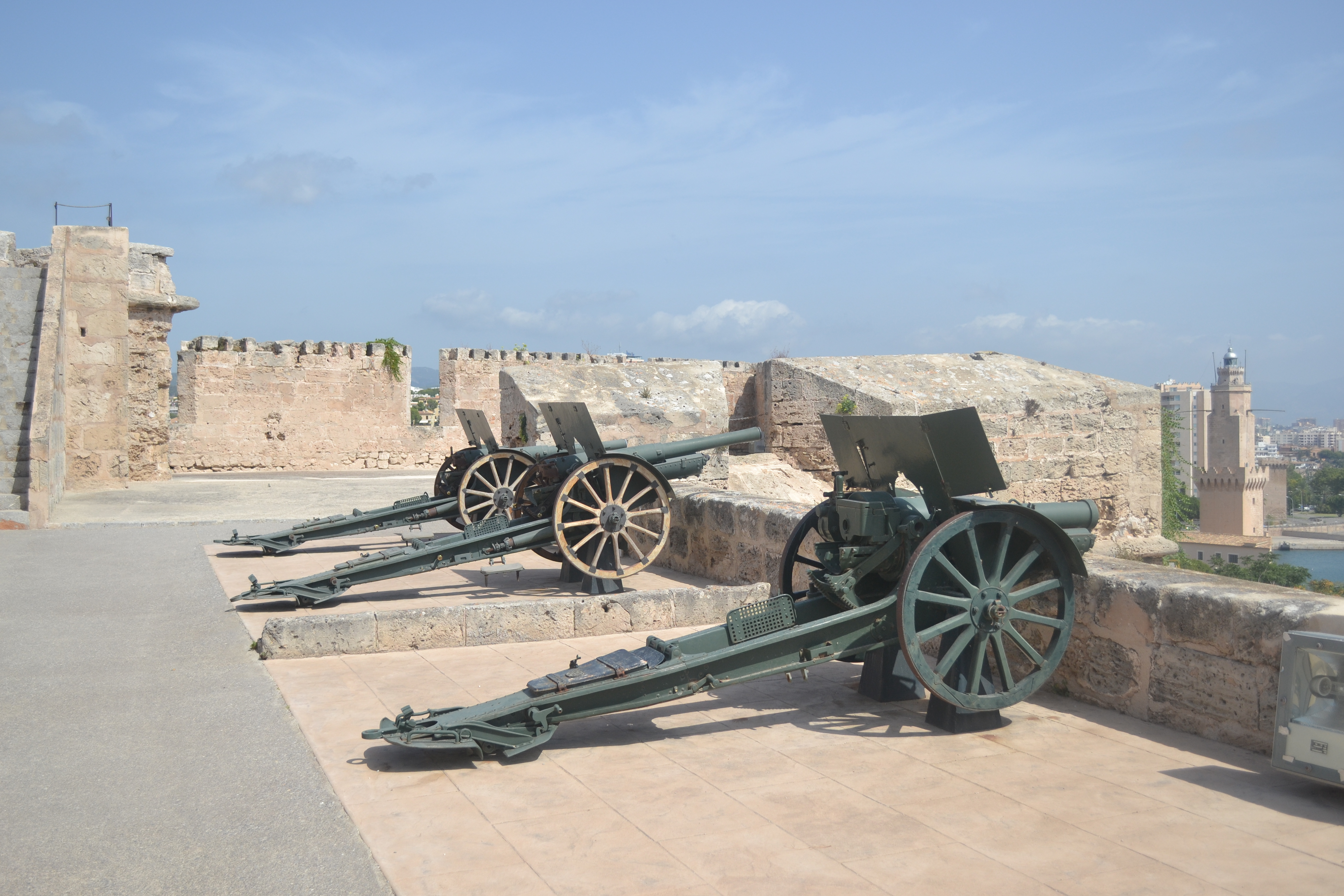
Cañones de artillería expuestos en las murallas del museo

En 1981 se comenzó su rehabilitación para convertirlo en un museo que albergara los fondos procedentes del recién cerrado Parque de Artillería. Con otros fondos procedentes del Museo del Ejército, de las unidades de la Zona Militar de Baleares y de donaciones particulares, se inauguró finalmente el Museo del Castillo de San Carlos el 26 de septiembre de 1991. En 1994, con la ayuda varias entidades públicas y privadas, entre ellas la Asociación de Amigos del Castillo de San Carlos, el museo fue dotado de dos nuevas salas y se mejoró la entrada y la iluminación del edificio. En 1997 se creó el Consorcio Castillo de San Carlos, que gestiona el museo y del que forman parte el Ministerio de Defensa, el Gobierno de las Islas Baleares, el Consejo Insular de Palma y el Ayuntamiento de Palma.
El museo contiene material sobre todo del siglo XIX y XX, así como una sección dedicada al general mallorquín Valeriano Weyler. De la época anterior hay una notable colección de balas esféricas de piedra de las compañías de artillería del Reino de Mallorca, procedentes del Almudí de la artillería (obradores o talleres), de Palma.
La fortaleza de San Carlos se encuentra en buen estado de conservación y se ilumina por la noche, aunque no destaque por su perfil bajo.